# Żarkent
Żarkent (hist. Panfiłow; kaz. Жаркент) – miasto w Kazachstanie; centrum rejonu Panfiłow w obwodzie żetysuskim; 43 tys. mieszkańców (2021). Przemysł spożywczy.